# Estação Collblanc

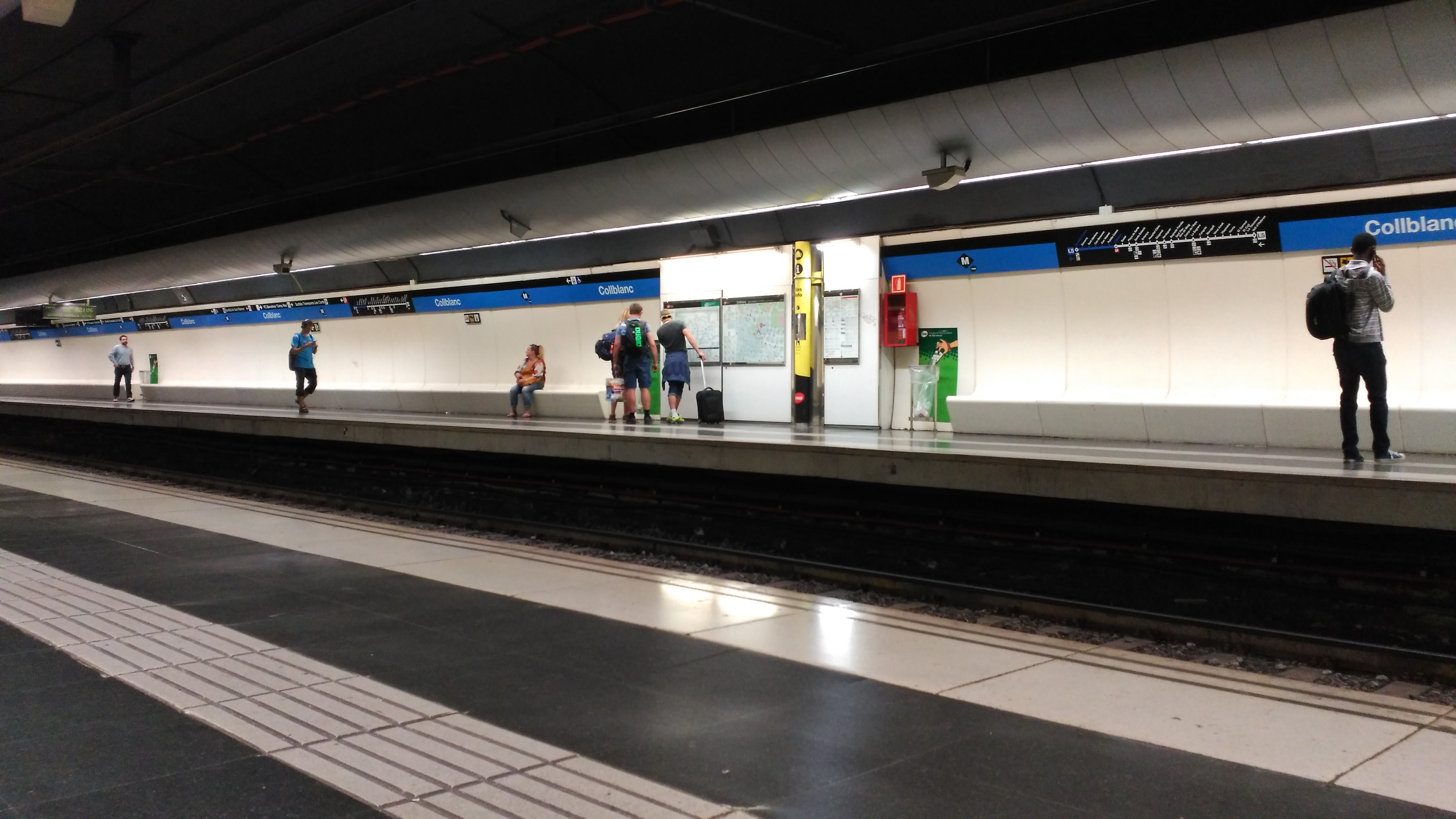
Estação Collblanc L5.

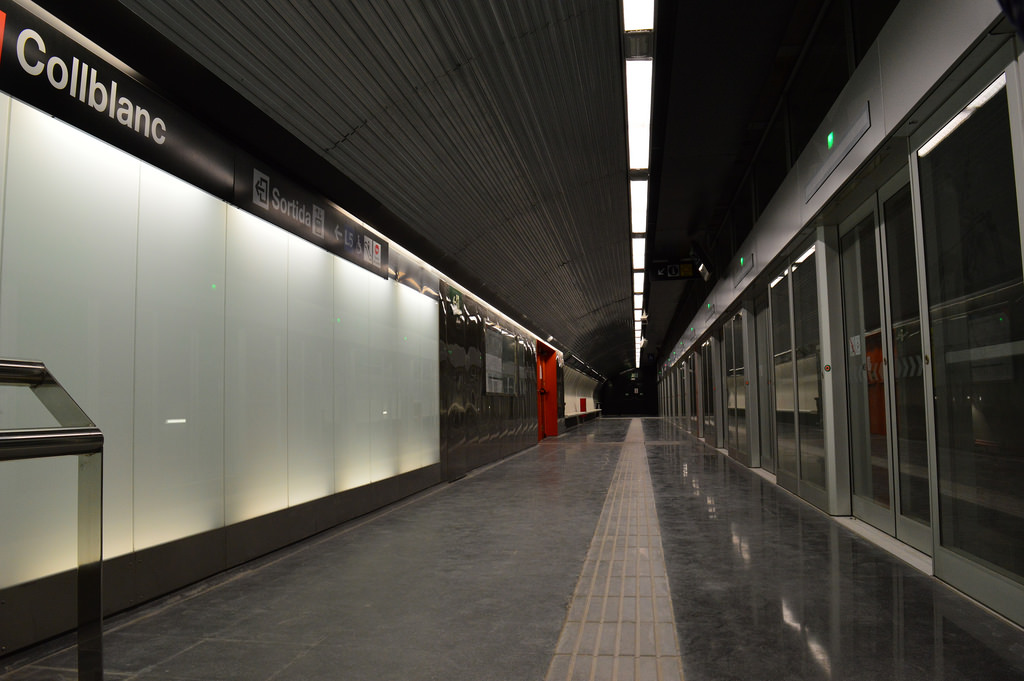
Estação Collblanc L9 e L10.

Collblanc (em catalão:  Estació de Collblanc - em castelhano:  Estación de Collblanc) é uma estação da linha Linha 5 e Linha 9 do Metro de Barcelona. Entrou em funcionamento em 1969. 